# 자유부인 2017
"자유부인 2017"은 2017년에 개봉한 대한민국의 영화이다.

## 캐스팅
- 이채담 : 미진 역
- 소미 : 성희 역
- 이건훈 : 주연 역
- 최택현 : 태호 역
- 태식 : 대수 역
- 백세리 : 간호사 역
- 안민상 : 작은 아버지 역
- 이진희 : 외제차녀 역
- 정다정 : 공원녀 역
- 김진희 : 터미널녀 역
- 채길병 : 버스안 남자 역